# ヴィクラム・バット
ヴィクラム・バット（Vikram Bhatt、1969年1月27日 - ）は、インドの監督、プロデューサー、脚本家、俳優。

## 経歴
1969年、インドのマハーラーシュトラ州ムンバイにて誕生。父親は映画監督、脚本家であるプラヴィン・バット。
1982年、14歳でムクル・アナンドの作品への出演を機に活動をスタート。また、アグニー・パスのチーフディレクターを務めた。
その後シェーカル・カプール監督と2年半働き、マヘシュ・バッド監督と2年半働いた。
監督としての活動はムケシュ・バッド監督の映画 Jaanam であり、最初の4本の映画作品の興行収入は振るわなかった。
2010年、インドで初めて立体3Dを使った映画 Haunted – 3D であり、この映画は2011年5月に公開され、その後史上最高の興行収入を記録し、2億7000万ドルとなった。
2012年公開の映画、Raaz 3D は、インド国内の興行収入7億2900万ドルを突破し、海外では4600万ドルという結果になった。
子供の頃の恋人であるアディティ・バット（1998年 - ）と結婚し、娘のクリシュナ・バットを設けた。2020年に再婚をした。